# Каталог всесвіту
«Каталог всесвіту» (англ. The Catalogue of the Universe) — це молодіжний романтичний роман новозеландської письменниці Маргарет Мехі, вперше опублікований J. M. Dent & Sons у 1985 році.
У книзі розповідається про розвиток стосунків між двома підлітками: ботаном-інтелектуалом Тихо Поттером і старшокласницею Анжелою Мей, які, незважаючи на свої розбіжності, є найкращими друзями. Сюжет зосереджений навколо спостереження Тихо про те, що речі, які виглядають так, ніби вони «повинні» бути простими та симетричними, насправді мають «хитання». Це яскраво продемонстровано, коли романтичні мрії Анджели про її батька (якого вона ніколи не знала) розбиваються, коли вона нарешті зустрічає його.
У 2005 році книга отримала премію «Фенікс».

## Сюжет
Анджела Мей прокидається у своїй спальні та бачить свою матір Дідо в саду, яка підстригає траву косою. Анджела кличе свою матір і просить її розповісти історію про те, як вони з батьком познайомилися, і про її подальше народження. Дідона розповідає історію про те, як вона була закохана в одруженого чоловіка, а він у неї, але не міг покинути сім'ю. Однак Дідо не хотіла залишатися ні з чим, тому завагітніла Анджелою. Анджела запитує, чи хотіла б Дідо зараз бути з ним, але її мати відкидає цю думку.
Тим часом у домі Тихо її родині телефонує сестра Африка, яка посварилася зі своїм чоловіком і хоче залишити його. Однак перед тим, як родина має можливість піти за нею, вона дзвонить, й повідомляє, що передумав. Річард, брат Тихо, дражнить Тихо через його «подругу» Анжелу, але Тихо наполягає на тому, що вони просто друзі. Анжела справді прийшла того ранку до Тихо під приводом того, що він пропонує підвезти її на шкільний захід. Анджела хоче зіграти прогульку, але Тихо відмовляється.
Коли вони закінчили, Анджела наполягає на ттому, щоб вони кудись пішли, тому що має показати Тихо щось важливе. Вона веде його в дороге кафе, де вони чекають, хоча Анжела не скаже Тихо, навіщо. Зрештою до закладу заходить чоловік, і Тіхо одразу помічає схожість між ним і Анджелою – насправді це Роланд Чейз, батько Анджели та власник великої компанії. Анджела встає, і її батько, раніше не підозрюючи про її присутність, бачить її. Він не виглядає задоволеним.
Анджела вирішує піти до Роланда Чейза та протистояти йому. Тихо намагається відмовити її, але зрештою погоджується відвезти її туди й чекати. Її батько бачить, що вона чекає на нього, і запрошує до свого кабінету. Однак зустріч проходить не дуже добре. Роланд Чейз натякає, що вона може навіть не бути його дочкою, оскільки її мати мала зв'язок з багатьма чоловіками. Він ніколи не думав про неї і ніколи не давав сім'ї грошей, хоча Дідо стверджувала, що він давав. Також виявляється, що він не одружений і офіційних дітей не має.
Поки Анджела там, мати Роланда Чейза (і біологічна бабуся Анджели) вривається в офіс, наполягаючи на побаченні з сином. Роланд знайомить їх, і бабуся, схоже, зацікавлена дізнатися більше про Анжелу. Виявляється, у них одне ім’я. Анжела все ще засмучена та розлюченва, після чого йде.
Анжела дзвонить матері на роботу і розповідає про те, що сталося. Анджела дуже розлючена і вимагає матері зігнати машину з небезпечної дороги, на якій вони живуть. Тихо знаходить її в телефонній будці. Вона відмовляється розповідати йому, що сталося, тому Тихо дає їй трохи грошей і залишає в спокої.
Тихо повертається додому, де використовує виправдання про бажання побачити покриття двох супутників Юпітера, щоб не піти того вечора до своєї сестри на вечірку. Коли вони пішли, він дзвонить Дідо, але Анжела ще не повернулася. Пізніше йому дзвонить Річард і повідомляє, що батько захворів і сім'я залишиться на ніч в Африки.
Поклавши слухавку, Тихо повертається і знаходить Анджелу в своєму будинку, яка виглядає розгубленою. Вона розповідає йому, як після зустрічі з батьком хотіла щось зробити, щоб не почуватися приниженою. Вона пішла в дешевий бар, де попросила чоловіка купити їй кілька коктейлів «Падший ангел». Вийшовши з бару, вона пішла з ним на берег річки з наміром зайнятися сексом, але передумала і втекла через річку.
Потім Анджела відкриває таємницю Тихо, що вона незаймана, про що мало хто зміг подумати про неї. Вони обговорюють, чому Анджела тримала це в таємниці, і повідомила, що їй подобається мати таємницю, про яку інші люди не знали. Тихо посилає її зателефонувати матері, але по дорозі Анджела бачить на столі подарунок, який вона купила Тихо. Це її власна футболка з написом «The Ionians Rule». Це її спосіб сказати Тихо, що вона хоче бути з ним, і вони проводять ніч разом.
Вранці вони згадують, що не дзвонили Дідо, і не можуть отримати від нього відповіді. Вони вирішують піти до дому Анджели, оскільки у Тихо немає машини, а в неділю автобуси не ходять. Йдучи дорогою вгору, вони бачать автомобіль, який з’їхав з мосту вниз по схилу, й Анджела вважає, що це може бути автомобіль її матері. Вони біжать вниз по схилу, щоб дослідити місце аварії.
Однак насправді автомобіль належав сусідам Анджели, Філу та Джеррі Черрі. Філа відкинуло, але Джеррі опинився в пастці в автомобілі. Тихо вдається звільнити Джеррі, але лише трохи, і машина вибухає. Після цього прибуває Дідо, а незабаром приїжджає карета швидкої допомоги. Тихо, який отримав опіки під час порятунку Джеррі, також везуть до лікарні, а Анджела їде з матір'ю.
Прийшовши додому, Тихо виявляє, що там його чекає сестра Африка з дитиною. У неї був роман, а тепер вона покинула чоловіка. У дверях з’являється репортер, і раптом сім’я розуміє, що Тихо насправді поранений і хоче знати, що сталося.
Вдома Анджелі дзвонить бабуся по батьківській лінії, яка бажає познайомитися з нею ближче, але Анджела не зацікавлена в цьому. Дідо розповідає Анжелі, що її бабуся дала гроші на аборт, а Дідо натомість витратила їх на купівлю речей для новонародженого. Тихо приходить до неї в гості, і Анджела просить його не розповідати Дідо про їхні стосунки, але те, як вони поводяться, робить це очевидним.

## Нагороди
«Каталог Всесвіту» отримав премію «Фенікс» 2005 року від Асоціації дитячої літератури як найкраща англомовна дитяча книжка, яка не отримала головної нагороди, коли була опублікована двадцять років тому. Вона названа на честь міфічного птаха фенікса, який відроджується з попелу, щоб натякати на вихід книги з невідомості.